# Mithridates 2. af Pontos
Mithridates 2. Græsk Mιθριδάτης (? – ca. 210 f.Kr.) var konge af Pontos ca. 250 f.Kr. til 210 f.Kr.
Mithridates 2. var søn af kong Ariobarzanes. Han giftede sig med prinsesse Laodike, søster til kong Seleukos 2. Kallinikos. Han modtog Frygien som medgift. Senere bortgiftede han døtrene Laodike (begge hed Laodike) til henholdsvis kong Antiochos 3. den Store og seleukidegeneralen Achæus 2., fætter til Antiochos den Store. 